# Doctrine de la sécurité nationale
La doctrine de sécurité nationale est un concept utilisé par les historiens d'Amérique latine qui décrit les politiques menées par le gouvernement des États-Unis pour arrêter l'avancée du communisme en Amérique latine en conséquence de la guerre froide.
En mars 1947, le président  des États-Unis Harry Truman, affirma que les États-Unis étaient disposés à contrer l'avance communiste en intervenant militairement dans les foyers de perturbation. N'importe quelle agression contre les régimes favorables à la politique extérieure de Washington caractérisait une agression à la sécurité nationale des États-Unis. En outre, pour forcer les pays latino-américains, jusque-là neutres, à adhérer au côté du "Monde libre", le Secrétaire d'État des États-Unis John Foster Dulles déclara qu'être neutre était immoral.
En 1959, la révolution cubaine incite le gouvernement américain à rediriger la doctrine de sécurité nationale en Amérique latine. En Colombie notamment, pays dans lequel opérait plusieurs guérillas paysannes, « la destruction de l’"ennemi interne" devient l’objectif, voire la finalité suprême de l’État. » L’un des premiers manuels traitant de la contre-insurrection définit l’« ennemi intérieur » : « Tout individu qui, d’une manière ou d’une autre, favorise les intentions de l’ennemi doit être considéré comme traître et traité comme tel. »
Au Brésil, Golbery do Couto e Silva créa le Service National d'Informations, pour éliminer les « ennemis du régime ». Un autre point qui reliait les États-Unis au Brésil à l'époque du régime militaire était l'École militaire des Amériques, qui formait des militaires en techniques de contre-guérilla, de tortures scientifiques et d'interrogatoires, et où furent formées 355 personnes.